# Radisson (hrabstwo Sawyer)
Radisson – wieś w Stanach Zjednoczonych, w stanie Wisconsin, w hrabstwie Sawyer.